# جون أ. بيتمان
جون أ. بيتمان (بالإنجليزية: John A. Pittman)‏ هو عسكري أمريكي، ولد في 15 أكتوبر 1928 في كارولتون في الولايات المتحدة، وتوفي في 8 أبريل 1995.